# Microglanis poecilus
Microglanis poecilus és una espècie de peix de la família dels pseudopimelòdids i de l'ordre dels siluriformes.

## Morfologia
- Els mascles poden assolir 6,9 cm de longitud total.[5][6]

## Hàbitat
És un peix d'aigua dolça i de clima tropical.

## Distribució geogràfica
Es troba a Sud-amèrica: Surinam i conca del riu Essequibo a Guaiana i la Guaiana Francesa.